# 布尔瑟勒
布尔瑟勒（法語：Bourseul，法語發音：[buʁsœl]）是法国阿摩尔滨海省的一个市镇，位于该省东北部，属于迪南区。

## 地理
布尔瑟勒（48°29'14"N, 2°15'35"W）面积22.23 平方千米，位于法国布列塔尼大區阿摩尔滨海省，该省份为法国西北部沿海省份，位于布列塔尼半岛北部，北濒大西洋英吉利海峡，西接菲尼斯泰尔省，南至莫尔比昂省，东临伊勒-维莱讷省。
与布尔瑟勒接壤的市镇（或旧市镇、城区）包括：科尔瑟勒、瑞贡莱拉克、普朗科埃特、阿尔格农河畔普洛雷克、普吕迪诺、圣梅卢瓦代布瓦、小普莱朗。

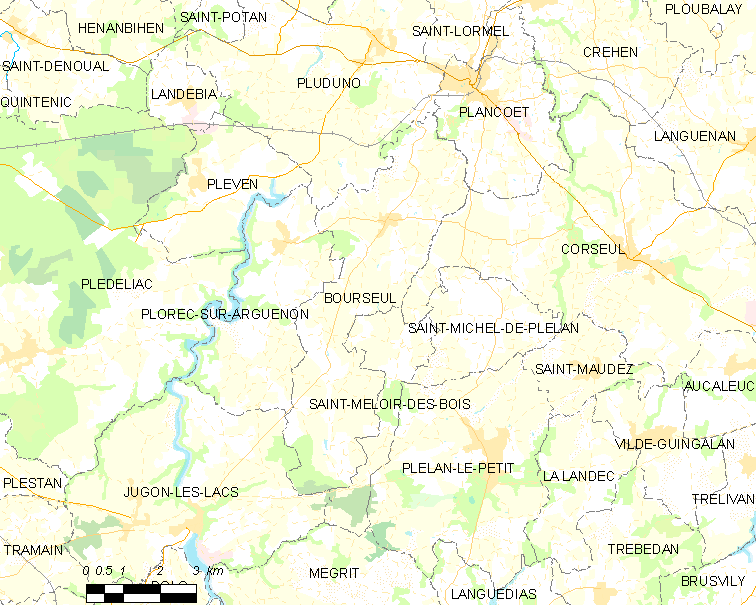
布尔瑟勒的OSM定位图

布尔瑟勒的时区为UTC+01:00、UTC+02:00（夏令时）。

## 行政
布尔瑟勒的邮政编码为22130，INSEE市镇编码为22014。

## 政治
布尔瑟勒所属的省级选区为普朗科埃特县。

## 人口

1962-2008年间布尔瑟勒人口变化图示

布尔瑟勒于2022年1月1日时的人口数量为1247人。